# پیپالادا
پیپالادا (انگلیسی: Pippalada) عالمی ودایی و فیلسوفی در سنت آیین هندو(شیویسم)بود. گفته می‌شود که او اوپانیشاد پرشنه را نگاشته‌است که یکی از ده تا سیزده اوپانیشاد اصلی (اوپانیشادهای موکیه) است. در سنت هندو او فرزند عالم نجیب‌زاده‌ای به نام دادیچی بود که استخوانهایش را به دواتاها داد که از آن‌ها سلاح بسازند و آسورها را شکست دهند. پس از این اتفاق مادر پیپادالا او را که نوزادی بیش نبود زیر درخت انجیری گذاشت و خودکشی کرد. الهه ماه برای زنده مانده پیپادالا به او نکتار عمریت داد و او از برگ‌های زنجیر تغذیه کرد. پس از بزرگ شد و علم بر سرنوشت والدینش، پیپادالا تصمیم گرفت که از دواتاها انتقام بگیرد، ولی شیوا به او نشان داد که این کار بیهوده است و والدینش را زنده نخواهد کرد.